# UEFA Champions League 2006-2007 (fase a gironi)
Questa voce raccoglie un approfondimento sulle gare della fase a gironi dell'edizione 2006-2007 della UEFA Champions League.

## Formula
Per stabilire la composizione degli otto gruppi, le squadre qualificate sono state suddivise in quattro fasce in base al ranking UEFA 2006.
In fase di sorteggio, ogni gruppo è stato formato da una testa di serie più altre tre squadre ciascuna appartenente a una fascia diversa (non potevano però essere sorteggiate nello stesso gruppo squadre provenienti dalla medesima nazione).

## Squadre
| Legenda                                                                                |
| -------------------------------------------------------------------------------------- |
| Primi e secondi classificati (agli ottavi di finale della fase a eliminazione diretta) |
| Terzi classificati (ai sedicesimi di finale della Uefa Europa League                   |
| Quarti classificati (eliminati)                                                        |

| Squadre        | Coeff   |
| Urna 1         | Urna 1  |
| -------------- | ------- |
| Barcellona     | 127.006 |
| Milan          | 129.020 |
| Real Madrid    | 120.006 |
| Inter          | 112.020 |
| Liverpool      | 105.950 |
| Arsenal        | 101.950 |
| Manchester Utd | 100.950 |
| Valencia       | 95.006  |

| Squadre         | Coeff  |
| Urna 2          | Urna 2 |
| --------------- | ------ |
| Olympique Lione | 89.757 |
| Porto           | 87.533 |
| PSV             | 81.640 |
| Bayern Monaco   | 80.960 |
| Chelsea         | 79.950 |
| Roma            | 76.020 |
| Celtic          | 60.023 |
| Lilla           | 54.757 |

| Squadre          | Coeff  |
| Urna 3           | Urna 3 |
| ---------------- | ------ |
| Sporting Lisbona | 54.533 |
| Benfica          | 51.533 |
| Bordeaux         | 47.757 |
| FCSB             | 46.381 |
| Werder Brema     | 43.960 |
| Olympiacos       | 43.587 |
| CSKA Mosca       | 42.504 |
| AEK Atene        | 39.587 |

| Squadre       | Coeff  |
| Urna 4        | Urna 4 |
| ------------- | ------ |
| Anderlecht    | 38.981 |
| Dinamo Kiev   | 36.777 |
| Levski Sofia  | 35.016 |
| Šachtar       | 33.777 |
| Galatasaray   | 33.634 |
| Amburgo       | 30.960 |
| Spartak Mosca | 21.504 |
| Copenaghen    | 16.593 |

## Sorteggio
| Gruppo | 1ª fascia       | 2ª fascia   | 3ª fascia     | 4ª fascia        |
| ------ | --------------- | ----------- | ------------- | ---------------- |
| A      | Barcellona      | Chelsea     | Werder Brema  | Levski Sofia     |
| B      | Bayern Monaco   | Inter       | Spartak Mosca | Sporting Lisbona |
| C      | Liverpool       | PSV         | Bordeaux      | Galatasaray      |
| D      | Valencia        | Roma        | Šachtar       | Olympiacos       |
| E      | Olympique Lione | Real Madrid | FCSB          | Dinamo Kiev      |
| F      | Manchester Utd  | Celtic      | Benfica       | Copenaghen       |
| G      | Arsenal         | Porto       | CSKA Mosca    | Amburgo          |
| H      | Milan           | Lilla       | AEK Atene     | Anderlecht       |

## Gruppo A
| Squadra      | P.ti | G | V | P | S | RF | RS | DR  |
| ------------ | ---- | - | - | - | - | -- | -- | --- |
| Chelsea      | 13   | 6 | 4 | 1 | 1 | 10 | 4  | +6  |
| Barcellona   | 11   | 6 | 3 | 2 | 1 | 12 | 4  | +8  |
| Werder Brema | 10   | 6 | 3 | 1 | 2 | 7  | 5  | +2  |
| Levski Sofia | 0    | 6 | 0 | 0 | 6 | 1  | 17 | -16 |

| Arbitro: | Vassaras |

|                               |           |  |
| Essien 24’ Ballack 68’ (rig.) | Marcatori |  |

| Arbitro: | Plautz |

|                                                           |           |  |
| Iniesta 7’ Giuly 39’ Puyol 49’ Eto'o 58’ Ronaldinho 90+3’ | Marcatori |  |

| Arbitro: | Duhamel |

|              |           |                      |
| Ognjanov 89’ | Marcatori | 39’, 52’, 68’ Drogba |

| Arbitro: | Rosetti |

|                  |           |           |
| Puyol 56’ (aut.) | Marcatori | 89’ Messi |

| Arbitro: | Allaerts |

|                       |           |  |
| Naldo 45+1’ Diego 73’ | Marcatori |  |

| Arbitro: | De Bleeckere |

|            |           |  |
| Drogba 47’ | Marcatori |  |

| Arbitro: | Trefoloni |

|  |           |                                            |
|  | Marcatori | 33’ (aut.) Mihaylov 35’ Baumann 37’ Frings |

| Arbitro: | Farina |

|                        |           |                          |
| Deco 3’ Guðjohnsen 58’ | Marcatori | 52’ Lampard 90+3’ Drogba |

| Arbitro: | Michel |

|                 |           |  |
| Mertesacker 27’ | Marcatori |  |

| Arbitro: | Baskakov |

|  |           |                      |
|  | Marcatori | 5’ Giuly 65’ Iniesta |

| Arbitro: | Hamer |

|                                  |           |  |
| Ševčenko 27’ Wright-Phillips 83’ | Marcatori |  |

| Arbitro: | Busacca |

|                               |           |  |
| Ronaldinho 13’ Guðjohnsen 18’ | Marcatori |  |

## Gruppo B
| Squadra          | P.ti | G | V | P | S | RF | RS | DR |
| ---------------- | ---- | - | - | - | - | -- | -- | -- |
| Bayern Monaco    | 12   | 6 | 3 | 3 | 0 | 10 | 3  | +7 |
| Inter            | 10   | 6 | 3 | 1 | 2 | 5  | 5  | 0  |
| Spartak Mosca    | 5    | 6 | 1 | 2 | 3 | 7  | 11 | -4 |
| Sporting Lisbona | 5    | 6 | 1 | 2 | 3 | 3  | 6  | -3 |

| Arbitro: | Hamer |

|             |           |  |
| Caneira 64’ | Marcatori |  |

| Arbitro: | Mallenco |

|                                                                |           |  |
| Pizarro 48’ Santa Cruz 52’ Schweinsteiger 71’ Salihamidžic 84’ | Marcatori |  |

| Arbitro: | Hansson |

|               |           |          |
| Bojarincev 5’ | Marcatori | 59’ Nani |

| Arbitro: | Bennett |

|  |           |                            |
|  | Marcatori | 81’ Pizarro 90+1’ Podolski |

| Arbitro: | Layec |

|             |           |                 |
| Cruz 1’, 9’ | Marcatori | 54’ Pavljučenko |

| Arbitro: | Hauge |

|  |           |                    |
|  | Marcatori | 19’ Schweinsteiger |

| Arbitro: | Larsen |

|  |           |         |
|  | Marcatori | 1’ Cruz |

| Monaco di Baviera 31 ottobre 2006, ore 20:45 CET 4ª giornata | Bayern Monaco | 0 – 0 referto | Sporting Lisbona | Fußball Arena München (65 000 spett.)\| Arbitro: \| Busacca \| |
| Arbitro:                                                     | Busacca       |               |                  |                                                                |

| Arbitro: | Gilewski |

|                           |           |                  |
| Kalynyčenko 16’ Kovác 72’ | Marcatori | 22’, 39’ Pizarro |

| Arbitro: | De Bleeckere |

|            |           |  |
| Crespo 36’ | Marcatori |  |

| Arbitro: | Vollquartz |

|           |           |                                               |
| Bueno 31’ | Marcatori | 7’ Pavljučenko 16’ Kalynyčenko 89’ Bojarincev |

| Arbitro: | Medina Cantalejo |

|            |           |              |
| Makaay 62’ | Marcatori | 90+1’ Vieira |

## Gruppo C
| Squadra     | P.ti | G | V | P | S | RF | RS | DR |
| ----------- | ---- | - | - | - | - | -- | -- | -- |
| Liverpool   | 13   | 6 | 4 | 1 | 1 | 11 | 5  | +6 |
| PSV         | 10   | 6 | 3 | 1 | 2 | 6  | 6  | 0  |
| Bordeaux    | 7    | 6 | 2 | 1 | 3 | 6  | 7  | -1 |
| Galatasaray | 4    | 6 | 1 | 1 | 4 | 7  | 12 | -5 |

| Istanbul 12 settembre 2006, ore 20:45 CEST 1ª giornata | Galatasaray | 0 – 0 referto | Bordeaux | Stadio Olimpico Atatürk (70 858 spett.)\| Arbitro: \| Rosetti \| |
| Arbitro:                                               | Rosetti     |               |          |                                                                  |

| Eindhoven 12 settembre 2006, ore 20:45 CEST 1ª giornata | PSV     | 0 – 0 referto | Liverpool | Philips Stadion (35 000 spett.)\| Arbitro: \| Busacca \| |
| Arbitro:                                                | Busacca |               |           |                                                          |

| Arbitro: | Medina Cantalejo |

|                                |           |                |
| Crouch 9’, 52’ Luis García 14’ | Marcatori | 59’, 65’ Karan |

| Arbitro: | Benquerença |

|  |           |              |
|  | Marcatori | 65’ Väyrynen |

| Arbitro: | Øvrebø |

|  |           |            |
|  | Marcatori | 58’ Crouch |

| Arbitro: | Baskakov |

|          |           |                       |
| Ilić 19’ | Marcatori | 59’ Kromkamp 72’ Koné |

| Arbitro: | Merk |

|                                  |           |  |
| Luis García 23’, 76’ Gerrard 72’ | Marcatori |  |

| Arbitro: | Hansson |

|                     |           |  |
| Simons 59’ Koné 84’ | Marcatori |  |

| Arbitro: | Hrinák |

|                                      |           |             |
| Alonso 22’ Laslandes 47’ Faubert 50’ | Marcatori | 73’ Inamoto |

| Arbitro: | Messina |

|                        |           |  |
| Gerrard 65’ Crouch 89’ | Marcatori |  |

| Arbitro: | Benquerença |

|                              |           |                 |
| Necati 24’ Okan 28’ Ilić 79’ | Marcatori | 22’, 90’ Fowler |

| Arbitro: | Mejuto González |

|          |           |                                       |
| Alex 87’ | Marcatori | 7’ Faubert 25’ Dalmat 37’ Darcheville |

## Gruppo D
| Squadra    | P.ti | G | V | P | S | RF | RS | DR |
| ---------- | ---- | - | - | - | - | -- | -- | -- |
| Valencia   | 13   | 6 | 4 | 1 | 1 | 12 | 6  | +6 |
| Roma       | 10   | 6 | 3 | 1 | 2 | 8  | 4  | +2 |
| Šachtar    | 6    | 6 | 1 | 3 | 2 | 6  | 11 | -5 |
| Olympiacos | 3    | 6 | 0 | 3 | 3 | 6  | 11 | -5 |

| Arbitro: | Hauge |

|                               |           |                                    |
| Konstantinou 28’ Castillo 66’ | Marcatori | 34’, 39’, 90’ Morientes 85’ Albiol |

| Arbitro: | Layec |

|                                               |           |  |
| Taddei 67’ Totti 76’ De Rossi 79’ Pizarro 89’ | Marcatori |  |

| Arbitro: | Braamhaar |

|                          |           |                               |
| Matuzalém 34’ Marica 70’ | Marcatori | 24’ Konstantinou 68’ Castillo |

| Arbitro: | Fandel |

|                      |           |                  |
| Angulo 13’ Villa 29’ | Marcatori | 18’ (rig.) Totti |

| Arbitro: | Riley |

|                |           |  |
| Villa 31’, 45’ | Marcatori |  |

| Arbitro: | Poll |

|  |           |              |
|  | Marcatori | 76’ Perrotta |

| Arbitro: | Fröjdfeldt |

|                           |           |                         |
| Jádson 2’ Fernandinho 28’ | Marcatori | 18’ Morientes 68’ Ayala |

| Arbitro: | Benquerença |

|           |           |                 |
| Totti 66’ | Marcatori | 19’ Júlio César |

| Arbitro: | Duhamel |

|                          |           |  |
| Angulo 45’ Morientes 46’ | Marcatori |  |

| Arbitro: | Stark |

|            |           |  |
| Marica 61’ | Marcatori |  |

| Arbitro: | Bennett |

|              |           |               |
| Castillo 54’ | Marcatori | 27’ Matuzalém |

| Arbitro: | Plautz |

|             |           |  |
| Panucci 13’ | Marcatori |  |

## Gruppo E
| Squadra         | P.ti | G | V | P | S | RF | RS | DR  |
| --------------- | ---- | - | - | - | - | -- | -- | --- |
| Olympique Lione | 14   | 6 | 4 | 2 | 0 | 12 | 3  | +9  |
| Real Madrid     | 11   | 6 | 3 | 2 | 1 | 14 | 8  | +6  |
| Steaua Bucarest | 5    | 6 | 1 | 2 | 3 | 7  | 11 | -4  |
| Dinamo Kiev     | 2    | 6 | 0 | 2 | 4 | 5  | 16 | -11 |

| Arbitro: | Allaerts |

|            |           |                                    |
| Rebrov 16’ | Marcatori | 3’ Ghionea 24’ Badea 43’, 79’ Dică |

| Arbitro: | Stark |

|                    |           |  |
| Fred 11’ Tiago 31’ | Marcatori |  |

| Arbitro: | Poll |

|                                                          |           |              |
| Van Nistelrooy 20’, 70’ (rig.) Raúl 27’, 61’ Reyes 45+1’ | Marcatori | 47’ Mileŭski |

| Arbitro: | Webb |

|  |           |                                |
|  | Marcatori | 43’ Fred 55’ Tiago 89’ Benzema |

| Arbitro: | Rosetti |

|           |           |                                                  |
| Badea 64’ | Marcatori | 9’ Ramos 34’ Raúl 56’ Robinho 76’ Van Nistelrooy |

| Arbitro: | Messina |

|  |           |                                       |
|  | Marcatori | 31’ Juninho 38’ Källström 50’ Malouda |

| Arbitro: | Plautz |

|                     |           |  |
| Nicoliță 70’ (aut.) | Marcatori |  |

| Arbitro: | Vink |

|             |           |  |
| Benzema 14’ | Marcatori |  |

| Arbitro: | Jára |

|          |           |            |
| Dică 69’ | Marcatori | 29’ Cernat |

| Arbitro: | Hauge |

|                               |           |                       |
| Diarra 39’ Van Nistelrooy 83’ | Marcatori | 11’ Carew 31’ Malouda |

| Arbitro: | Riley |

|                    |           |                         |
| Shatskikh 13’, 27’ | Marcatori | 86’, 88’ (rig.) Ronaldo |

| Arbitro: | Čeferin |

|            |           |         |
| Diarra 12’ | Marcatori | 2’ Dică |

## Gruppo F
| Squadra        | P.ti | G | V | P | S | RF | RS | DR |
| -------------- | ---- | - | - | - | - | -- | -- | -- |
| Manchester Utd | 12   | 6 | 4 | 0 | 2 | 10 | 5  | +5 |
| Celtic         | 9    | 6 | 3 | 0 | 3 | 8  | 9  | -1 |
| Benfica        | 7    | 6 | 2 | 1 | 3 | 7  | 8  | -1 |
| Copenaghen     | 7    | 6 | 2 | 1 | 3 | 5  | 8  | -3 |

| Arbitro: | Michel |

|                                   |           |                                         |
| Saha 30’ (rig.), 40’ Solskjær 47’ | Marcatori | 21’ Vennegoor of Hesselink 43’ Nakamura |

| Copenaghen 13 settembre 2006, ore 20:45 CEST 1ª giornata | Copenaghen | 0 – 0 referto | Benfica | Parken Stadium (40.085 spett.)\| Arbitro: \| Baskakov \| |
| Arbitro:                                                 | Baskakov   |               |         |                                                          |

| Arbitro: | De Bleeckere |

|  |           |          |
|  | Marcatori | 60’ Saha |

| Arbitro: | Meyer |

|                   |           |  |
| Miller 36’ (rig.) | Marcatori |  |

| Arbitro: | Braamhaar |

|                             |           |  |
| Miller 56’, 66’ Pearson 90’ | Marcatori |  |

| Arbitro: | Wegereef |

|                                       |           |  |
| Scholes 39’ O'Shea 46’ Richardson 83’ | Marcatori |  |

| Arbitro: | Vassaras |

|                                                |           |  |
| Caldwell 10’ (aut.) Nuno Gomes 22’ Karyaka 76’ | Marcatori |  |

| Arbitro: | Stark |

|             |           |  |
| Allbäck 73’ | Marcatori |  |

| Arbitro: | Mejuto González |

|              |           |  |
| Nakamura 81’ | Marcatori |  |

| Arbitro: | Rosetti |

|                          |           |             |
| Léo 14’ Miccoli 16’, 37’ | Marcatori | 89’ Allbäck |

| Arbitro: | Fandel |

|                                |           |            |
| Vidic 45+1’ Giggs 61’ Saha 75’ | Marcatori | 27’ Nélson |

| Arbitro: | Layec |

|                                        |           |             |
| Hutchinson 2’ Grønkjær 27’ Allbäck 57’ | Marcatori | 75’ Jarošík |

## Gruppo G
| Squadra    | P.ti | G | V | P | S | RF | RS | DR |
| ---------- | ---- | - | - | - | - | -- | -- | -- |
| Arsenal    | 11   | 6 | 3 | 2 | 1 | 9  | 4  | +5 |
| Porto      | 11   | 6 | 3 | 2 | 1 | 7  | 3  | +4 |
| CSKA Mosca | 8    | 6 | 2 | 2 | 2 | 4  | 5  | -1 |
| Amburgo    | 3    | 6 | 1 | 0 | 5 | 7  | 15 | -8 |

| Porto 13 settembre 2006, ore 20:45 CEST 1ª giornata | Porto  | 0 – 0 referto | CSKA Mosca | Estádio do Dragão (40 000 spett.)\| Arbitro: \| Øvrebø \| |
| Arbitro:                                            | Øvrebø |               |            |                                                           |

| Arbitro: | Fröjdfeldt |

|              |           |                                 |
| Sanogo 90+1’ | Marcatori | 12’ (rig.) Gilberto 53’ Rosický |

| Arbitro: | Wegereef |

|          |           |  |
| Dudu 59’ | Marcatori |  |

| Arbitro: | Farina |

|                    |           |  |
| Henry 38’ Hleb 48’ | Marcatori |  |

| Arbitro: | Mejuto González |

|                     |           |  |
| Daniel Carvalho 24’ | Marcatori |  |

| Arbitro: | Hamer |

|                                                         |           |                |
| Lisandro 14’, 81’ Lucho 45+3’ (rig.) Hélder Postiga 69’ | Marcatori | 89’ Trochowski |

| Londra 1º novembre 2006, ore 20:45 CET 4ª giornata | Arsenal | 0 – 0 referto | CSKA Mosca | Emirates Stadium (60 003 spett.)\| Arbitro: \| Michel \| |
| Arbitro:                                           | Michel  |               |            |                                                          |

| Arbitro: | Duhamel |

|                   |           |                                   |
| Van der Vaart 62’ | Marcatori | 44’ Lucho 61’ Lisandro 87’ Moraes |

| Arbitro: | Vassaras |

|  |           |                       |
|  | Marcatori | 2’ Quaresma 61’ Lucho |

| Arbitro: | Larsen |

|                                       |           |                  |
| van Persie 52’ Eboué 83’ Baptista 88’ | Marcatori | 4’ van der Vaart |

| Porto 6 dicembre 2006, ore 20:45 CET 6ª giornata | Porto | 0 – 0 referto | Arsenal | Estádio do Dragão (41 500 spett.)\| Arbitro: \| Merk \| |
| Arbitro:                                         | Merk  |               |         |                                                         |

| Arbitro: | Farina |

|                                          |           |                            |
| Berisha 28’ Van der Vaart 84’ Sanogo 90’ | Marcatori | 23’ (rig.) Olic 65’ Žirkov |

## Gruppo H
| Squadra    | P.ti | G | V | P | S | RF | RS | DR |
| ---------- | ---- | - | - | - | - | -- | -- | -- |
| Milan      | 10   | 6 | 3 | 1 | 2 | 8  | 4  | +4 |
| Lilla      | 9    | 6 | 2 | 3 | 1 | 8  | 5  | +3 |
| AEK Atene  | 8    | 6 | 2 | 2 | 2 | 6  | 9  | -3 |
| Anderlecht | 4    | 6 | 0 | 4 | 2 | 7  | 11 | -4 |

| Arbitro: | Dougal |

|            |           |               |
| Pareja 41’ | Marcatori | 80’ Fauvergue |

| Arbitro: | Riley |

|                                          |           |  |
| Inzaghi 17’ Gourcuff 41’ Kaká 76’ (rig.) | Marcatori |  |

| Arbitro: | Larsen |

|                 |           |            |
| Júlio César 28’ | Marcatori | 25’ Frutos |

| Lens 26 settembre 2006, ore 20:45 CEST 2ª giornata | Lilla           | 0 – 0 referto | Milan | Stadio Félix Bollaert (41 600 spett.)\| Arbitro: \| Mejuto González \| |
| Arbitro:                                           | Mejuto González |               |       |                                                                        |

| Arbitro: | Meyer |

|                                   |           |          |
| Robail 64’ Gygax 82’ Makoun 90+1’ | Marcatori | 68’ Ivić |

| Arbitro: | Medina Cantalejo |

|  |           |          |
|  | Marcatori | 58’ Kaká |

| Arbitro: | Bennett |

|                  |           |  |
| Lyberopoulos 74’ | Marcatori |  |

| Arbitro: | Fandel |

|                                        |           |            |
| Kaká 6’ (rig.), 22’, 56’ Gilardino 88’ | Marcatori | 61’ Juhász |

| Arbitro: | Øvrebø |

|                              |           |                 |
| Odemwingie 28’ Fauvergue 47’ | Marcatori | 38’, 48’ Mpenza |

| Arbitro: | Braamhaar |

|                 |           |  |
| Júlio César 32’ | Marcatori |  |

| Arbitro: | Fröjdfeldt |

|                             |           |                       |
| Vanden Borre 38’ Frutos 63’ | Marcatori | 75’ Lakis 81’ Cirillo |

| Arbitro: | Poll |

|  |           |                         |
|  | Marcatori | 7’ Odemwingie 67’ Keïta |